# Kent State Golden Flashes

Kent State Golden Flashes Logo

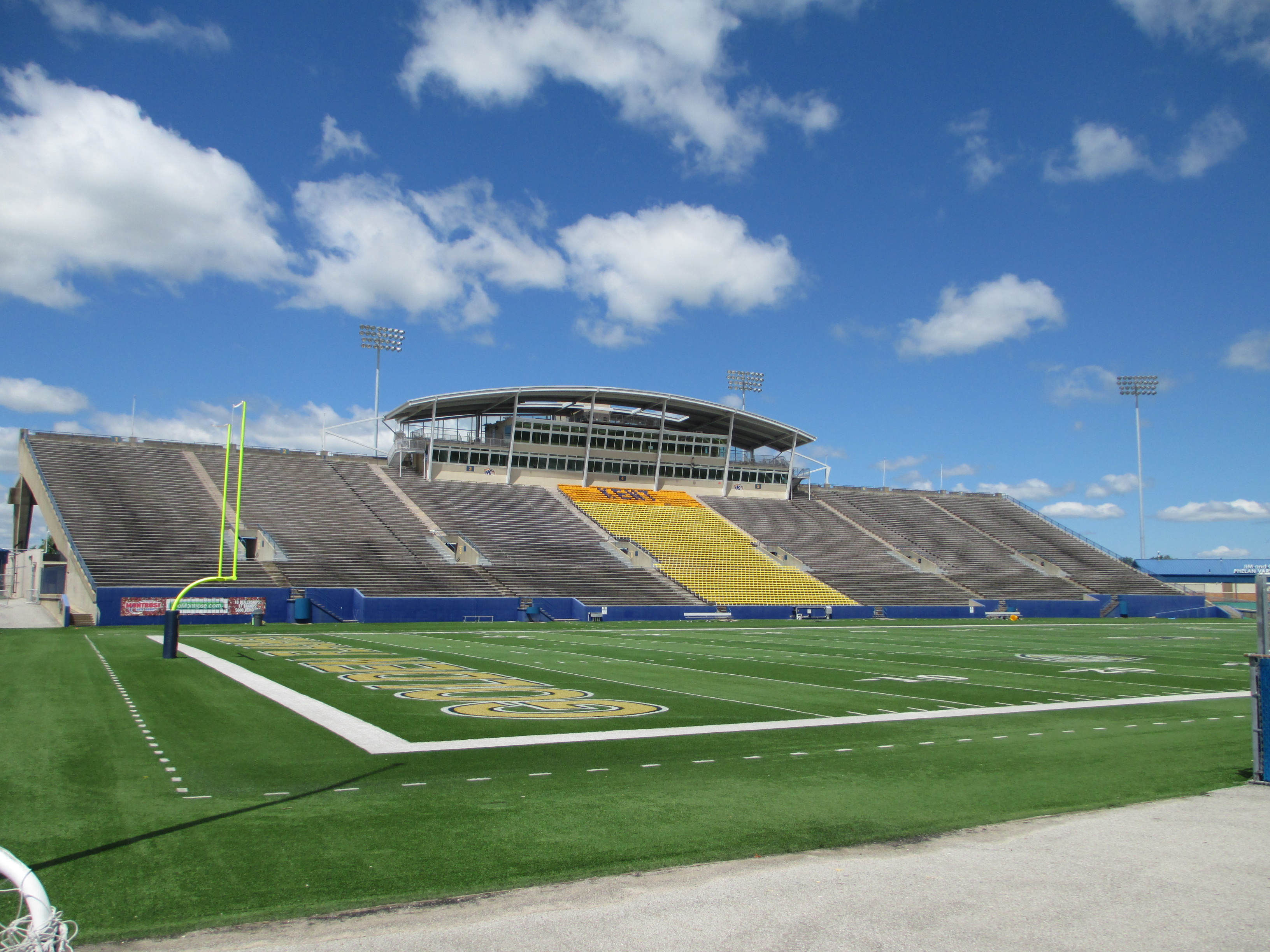
Kent State American-Football-Stadion

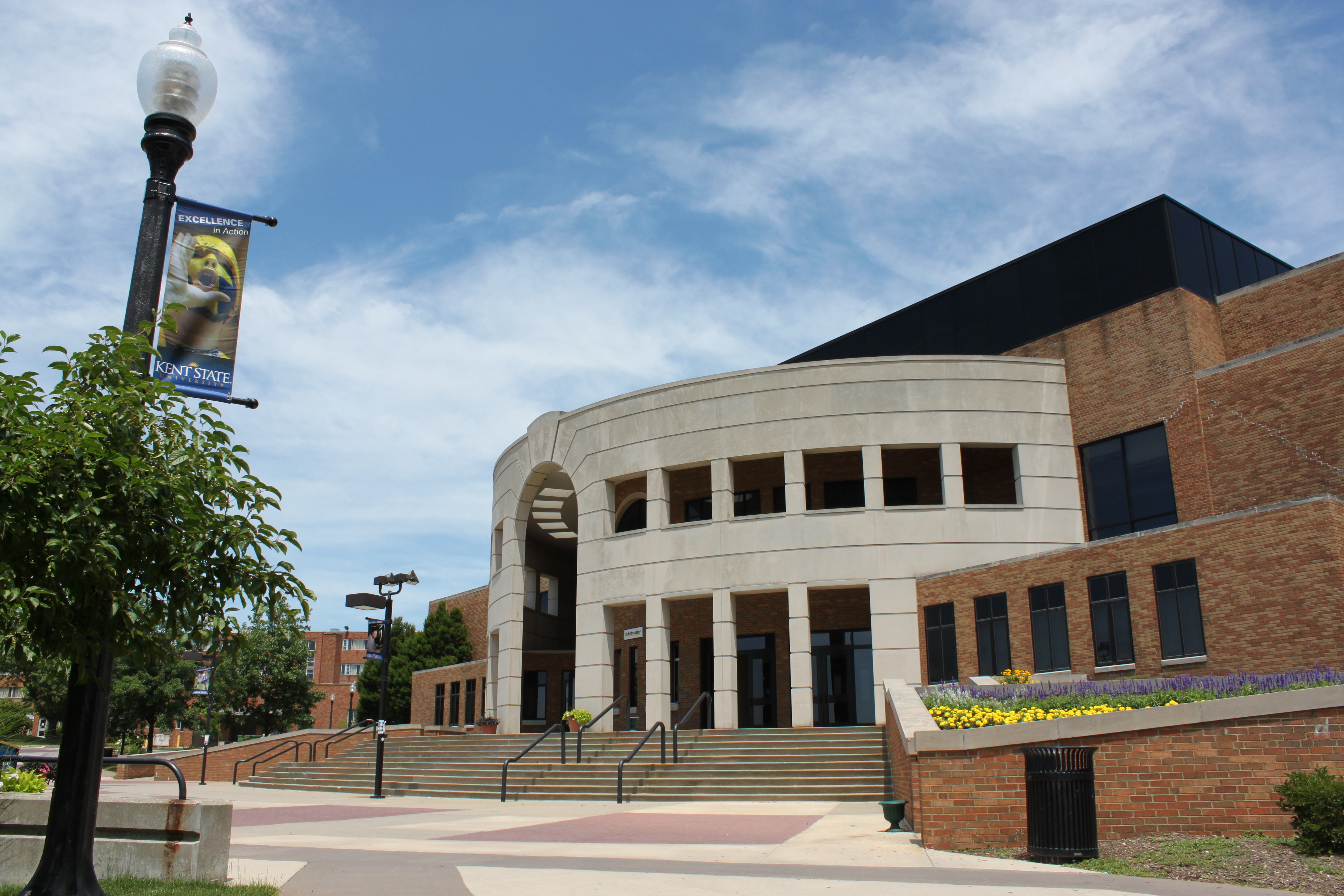
Kent State Basketball-Arena

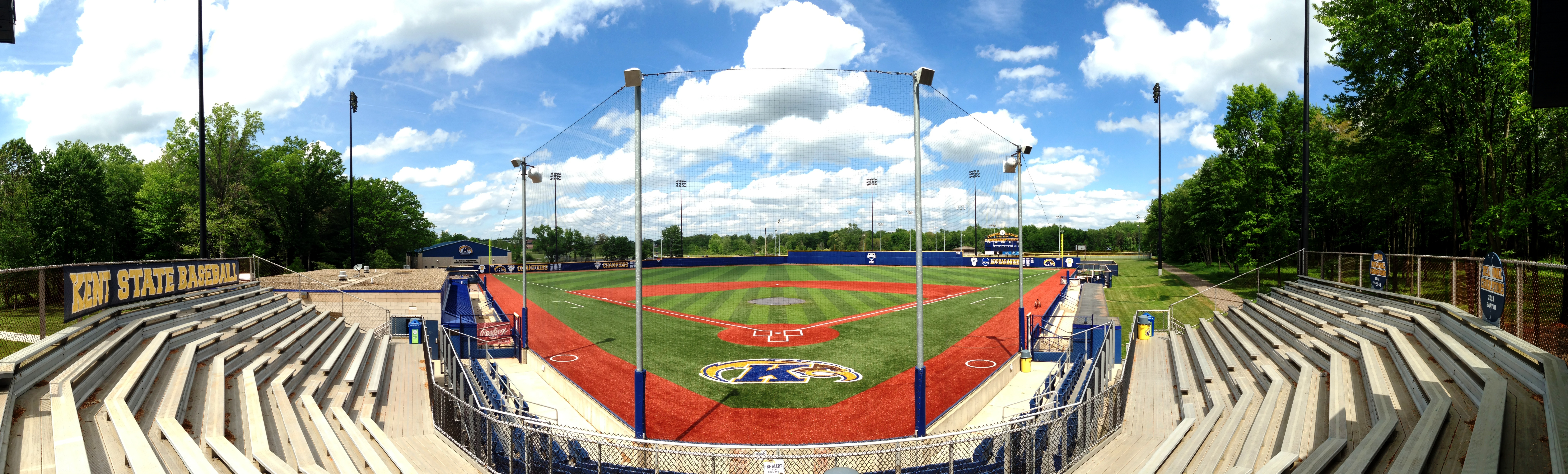
Kent State Baseballfeld

Die  Kent State Golden Flashes sind die Sportteams der Kent State University. Die 16 verschiedenen Sportteams nehmen an der NCAA Division I als ein Mitglied der Mid-American Conference in deren East Division teil.

## Sportarten
Die Golden Flashes bieten folgende Sportarten an:
Herren Teams
- Baseball
- Basketball
- Crosslauf
- American Football
- Golf
- Leichtathletik
- Freistilringen

Frauen Teams
- Basketball
- Crosslauf
- Hockey
- Fußball
- Golf
- Gymnastik
- Lacrosse – Mitglied der ASUN Conference
- Softball
- Leichtathletik
- Volleyball